# ماثيو بارسونس
ماثيو بارسونس (بالإنجليزية: Matthew Parsons)‏ (25 ديسمبر 1991 في المملكة المتحدة - ) هو لاعب كرة قدم بريطاني في مركزي الظهير والدفاع. لعب مع إيستبورن بوروه وكريستال بالاس ونادي بارنت وميدنهد يونايتد ‏ ونادي بليموث أرجايل وويكمب وندررز.

## وصلات خارجية
- ماثيو بارسونس على موقع قاعدة بيانات كرة القدم.إي يو (الإنجليزية)
- ماثيو بارسونس على موقع Soccerbase.com (لاعب) (الإنجليزية)
- ماثيو بارسونس على موقع AS.com (الإسبانية)